# Rambla de Tabernas
La rambla de Tabernas es una rambla del sur de España perteneciente a la vertiente mediterránea de Andalucía que transcurre por el centro de la provincia de Almería.  

## Curso
Nace en la sierra de los Filabres, en un paraje llamado surgencias de la rambla de Tabernas, y fluye en dirección suroeste a lo largo de 33 km hasta desaguar en el río Andarax junto al municipio de Rioja, atravesando el famoso desierto de Tabernas, donde se rodaron muchas películas durante los años 60 y 70 del siglo XX.
La rambla recorre una antigua cuenca marina, que ha sido modelada por efectos de la erosión (viento, lluvia, sol...) y ha dado lugar a cárcavas que han modelado un paisaje espectacular.

## Flora y fauna
El Desierto de Tabernas constituye un entorno peculiar formado por colinas de escasa altitud y abarrancamientos producidos por la erosión. Las escasas lluvias y el alto grado de salinidad del suelo condicionan la existencia de una vegetación particular, en la que destacan los tomillares y algunos endemismos almerienses como Euzomodendron bourgaeanum y Coris hispanica. En el cauce de la rambla de Tabernas, de aguas esporádicas, se ha adaptado especies como el salao negro (Salsola oppositifolia) y la sosa fina (Suaeda vera). En primavera crece una curiosa especie conocida vulgarmente como jopo de lobo (Cynomorium coccineum).